# Рокафлувионе
Рокафлувио̀не (на италиански: Roccafluvione, на местен диалект Roccaflëvió, Рокафлъвио) е община в Централна Италия, провинция Асколи Пичено, регион Марке. Разположено е на 299 m надморска височина. Населението на общината е 2095 души (към 2011 г.).
Административен център на общината е село Марсия (Marsia).